# Nature Reviews Nephrology
Nature Reviews Nephrology (до 2009 года носил название Nature Clinical Practice Nephrology) — медицинский научный журнал, издаваемый Nature Publishing Group с 2005 года.
В 2012 году журнал обладал импакт-фактором 7,943.

## О журнале
Журнал публикует обзорные статьи, посвящённые исследованиям в области нефрологии. Основные направления исследований, представленные в журнале, включают в себя:
- Острая почечная недостаточность
- Функции почек
- Диабетическая нефропатия
- Диализ (включая гемодиализ, перитонеальный диализ)
- Генетика заболевания почек
- Гломерулярные болезни (в том числе гломерулонефрит, фокусный сегментарный гломерулосклероз, криоглобулинемия[англ.])
- Здравоохранение
- Гипертония
- Радиология
- Интерстициальный нефрит
- Онкология
- Патологии
- Детская нефрология
- Развитие заболеваний почек
- Фармакология
- Факторы риска и эпидемиология
- Трансплантации
- Тропическая нефрология
- Васкулит